# Calcisol

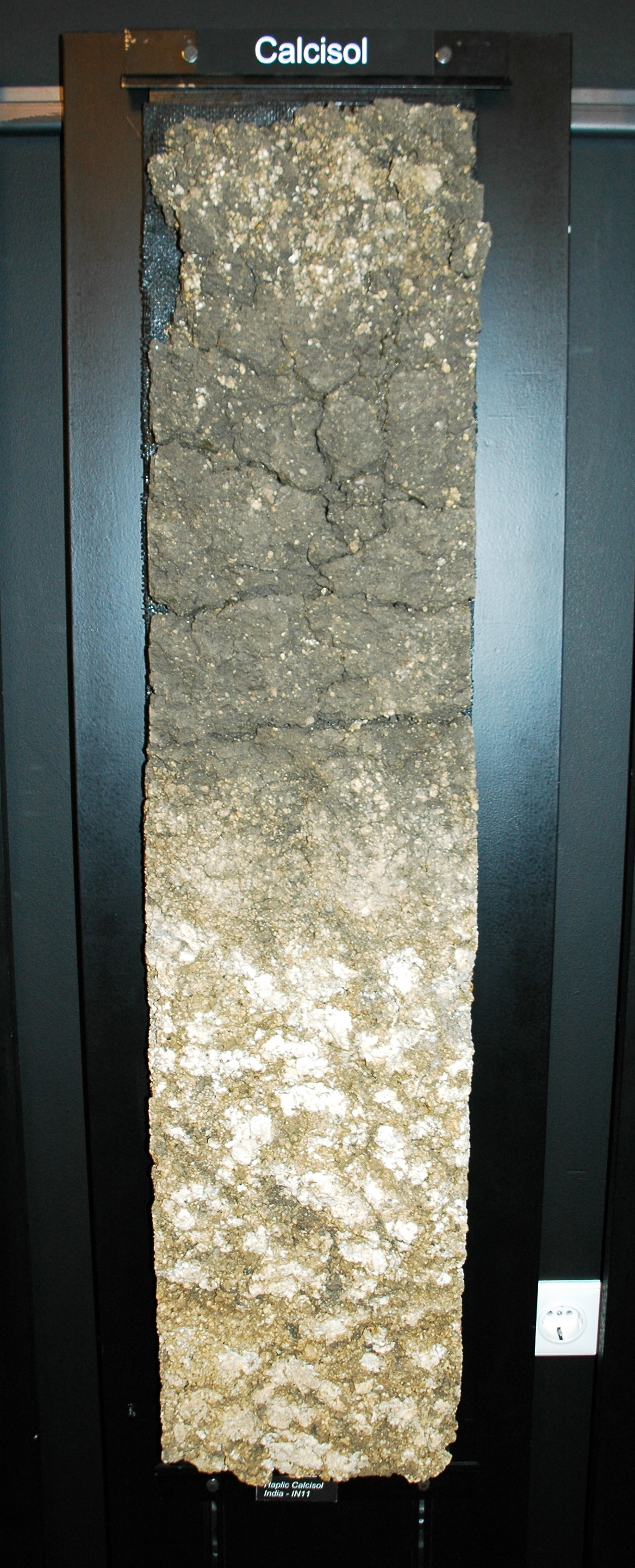
Haplic Calcisol (India)

Een Calcisol (in de World Reference Base for Soil Resources) is een bodem met een duidelijke secundaire accumulatie van kalk. Ze zijn algemeen in kalkrijke moedermaterialen en komen veel voor in aride en semi-aride klimaten. Calcisols stonden vroeger ook wel bekend als Woestijnbodems en Takyrs.
Calcisolen zijn voornamelijk ontwikkeld in alluviale, colluviale en eolische afzettingen van basisch verweringsmateriaal. Ze worden gevonden op vlak tot heuvelachtig terrein in de aride en semi-aride regio's. De natuurlijke vegetatie is schaars en wordt gedomineerd door xerofytische struiken en bomen en grassen.
Droogte, stenigheid en op sommige plaatsen de aanwezigheid van een verharde kalkhorizont (een petrocalcic horizont), beperken het gebruik van Calcisols voor de landbouw. Met irrigatie, drainage en bemesting kunnen Calcisols zeer productief zijn en gebruikt worden voor de teelt van een groot aantal gewassen. Heuvelachtige gebieden met Calcisols worden voornamelijk gebruikt voor extensieve veeteelt.
De meeste Calcisols komen voor in combinatie met Solonchaks, wat eigenlijk door zout beïnvloede Calcisols zijn, en andere gronden met een accumulatie van kalk. Het totale oppervlak aan Calcisols wordt geschat op ongeveer 1000 miljoen ha., vrijwel uitsluitend in aride en semi-aride gebieden in de tropen en subtropen.

## Literatuur

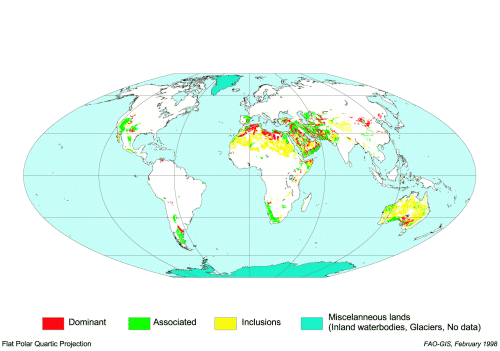
Voorkomen van Calcisols